# Lappenknoten
Der Lappenknoten ist ein Knoten zum Verbinden zweier Seile. 
Er ähnelt dem Schotstek, jedoch werden unterschiedliche Seilenden belastet. Die Festigkeit entspricht der des Schotsteks,.
Als geslippter Lappenknoten zählt er zu den Anbindeknoten.
Der Knoten ist seit 1892 unter verschiedenen Namen bekannt. Der Name Lappenknoten ist auf die Verwendung durch Lappen zurückzuführen, die mit diesem Knoten Rentiere an Schlitten anbinden. 

## Knüpfmethode

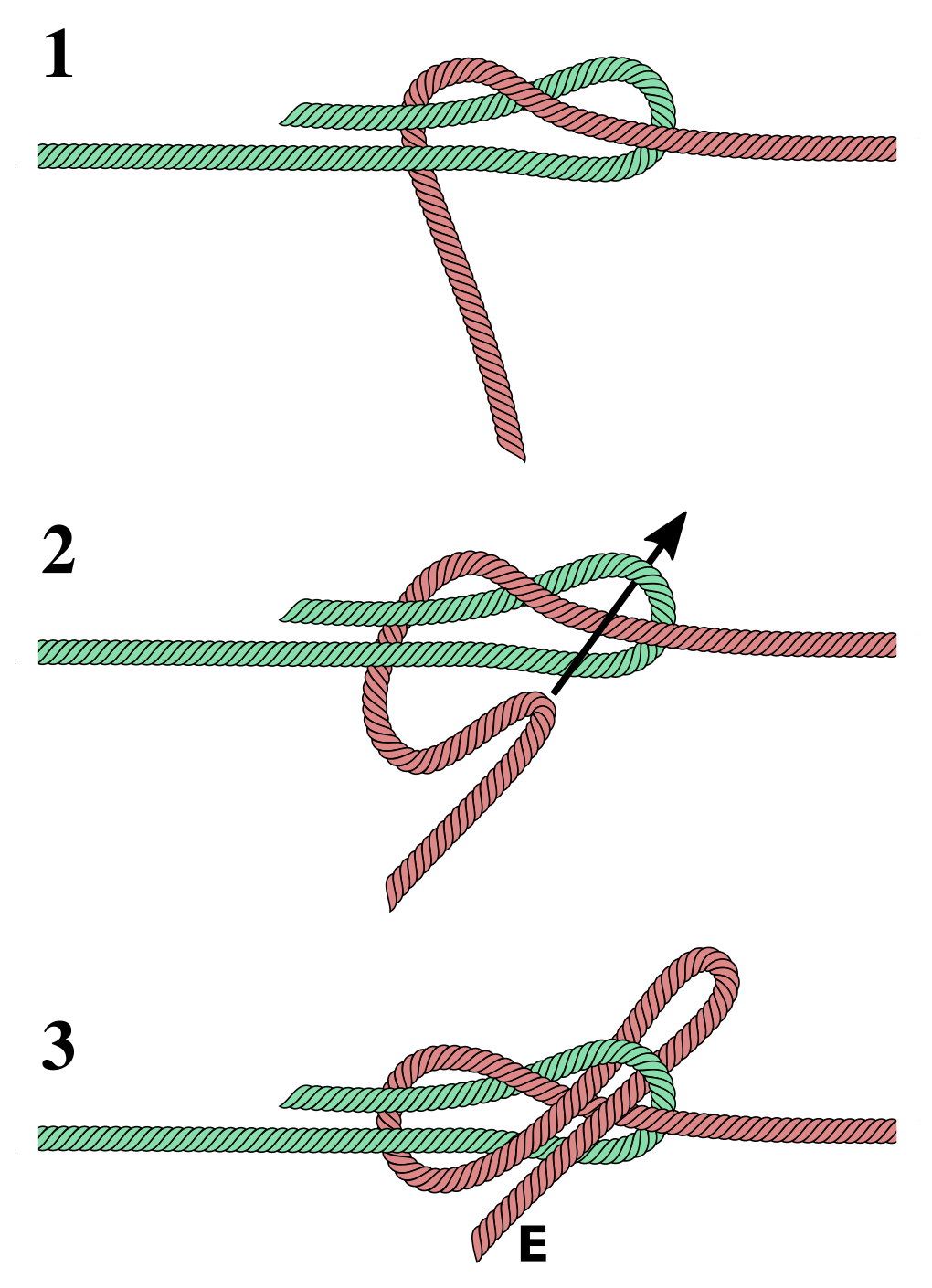
Knüpfanleitung für einen geslippten Lappenknoten